# Hercegovačka banka
Die Hercegovačka banka d.d. (bos. für Herzegowinische Bank AG) war ein Kreditinstitut in Bosnien und Herzegowina, mit Sitz in Mostar und in der Rechtsform einer Aktiengesellschaft. Internationale Bekanntheit erlangte sie durch ihren Konflikt mit den Vereinten Nationen im Jahr 2001.

## Beteiligungen und Tätigkeitsbereich
Die Gründung erfolgte 1997 unter Beteiligung der Primus AD Mostar, einiger privater Gesellschaften und der Franziskanerprovinz Mostar gegründet und war mit mehreren Filialen vorwiegend in den kroatisch besiedelten Teilen der Föderation Bosnien und Herzegowina tätig. Im Jahr 1997 schied der Kroatische Verteidigungsrat (HVO) als Anteilseigner aus; die aktuellen Eigentümer schlossen sich in der Herzegovina Holding zusammen.

## Geschichte

### Frühe Entwicklung
Seither wurde ein großer Teil des Zahlungsverkehrs innerhalb der Herzegowina und der Posavina sowie des internationalen Spendenaufkommens für den westherzegowinischen Pilgerort Međugorje (für dessen katholische Pfarrei wiederum die an der Bank beteiligte Franziskanerprovinz verantwortlich ist) über die Hercegovačka banka abgewickelt.
Die 1999 in Zürich gegründete Promotionsgesellschaft HERBA AG wurde am 9. Februar 2000 von Amts wegen aufgelöst, nachdem Unregelmäßigkeiten bezüglich des Wohnsitzes der Geschäftsführer aufgetreten waren.
Das Stammunternehmen blieb jedoch an der Börse notiert und aktiv.

### Konflikt mit den Vereinten Nationen

#### Razzien im April 2001
Am 6. April 2001  wurden die Hauptverwaltung in Mostar und die Filialen in Široki Brijeg, Grude, Orašje, Tomislavgrad, Posušje, Vitez, Livno und Međugorje aufgrund des Verdachts der Unterschlagung, des Betrugs und der Geldwäsche für die von Ante Jelavić geführte Partei HDZ/BiH durchsucht und geschlossen. Im Verlauf der Durchsuchung wurden etwa 50 Unterkonten des nach Ende des Bosnienkriegs im Jahr 1995 offiziell aufgelösten Kroatischen Verteidigungsrats gefunden.
Die Polizei der bosniakisch-kroatischen Föderation und die UN-Schutztruppe stießen dabei auf erheblichen Widerstand aus der Bevölkerung; in Grude wurden mehrere Mitarbeiter der SFOR und Zivilpersonen Opfer einer Geiselnahme, 22 SFOR-Soldaten wurden im Verlauf der landesweiten Razzia leicht verletzt. Der Panzerschrank der Zentrale in Mostar konnte erst bei einer zweiten Durchsuchung am 19. April mit Hilfe von Sprengstoff geöffnet werden. Erhebliche Geldbeträge blieben unauffindbar; der Fall wurde noch nicht abschließend aufgeklärt.

#### Folgen und Kontroverse
Auf Veranlassung von Wolfgang Petritsch, damals Hoher Repräsentant für Bosnien und Herzegowina, wurde die Bank daraufhin unter Zwangsverwaltung von Tony Robinson gestellt und der Geschäftsbetrieb suspendiert, wodurch zahlreiche Anleger den Zugriff auf ihre Gelder verloren.
Seitens bosnischer Kroaten wurde scharfe Kritik an den Maßnahmen der Vereinten Nationen und der NATO sowie dem „Diktat von Dayton“ geübt. Die Vereinten Nationen hingegen erklärten, ihr hartes Durchgreifen sei durch den Verdacht der Finanzierung von Waffenkäufen für kroatische Separatisten in der Herzegowina gerechtfertigt gewesen.
Am 23. Januar 2004 wurden die bosnisch-kroatischen Politiker Miroslav Prce und Ante Jelavić sowie der Geschäftsmann Miroslav Rupcić unter dem Verdacht der Unterschlagung von Einlagen der Bank verhaftet.

## Gegenwart
Die Bank verfügt nach wie vor über einen Eintrag bei der Bankenagentur der Föderation Bosnien und Herzegowina, hat aber ihren Geschäftsbetrieb nicht wieder aufgenommen und konnte noch nicht verkauft werden. Ende 2008 wurde von der Bankenaufsicht der Föderation ein erneuter Versuch zum Verkauf der Bank unternommen. Bis Anfang Januar 2009 hatten die in Sarajevo ansässige Fima banka sowie die Balkan investment banka aus Banja Luka Interessensbekundungen abgegeben. Mit Stand Juli 2012 befindet sich die Bank in der Liquidation.